# De Grootste Belg
De Grootste Belg (Der größte Belgier) war eine Fernsehsendung des flämischen Senders Canvas, die 2005 lief. Sie suchte den größten Belgier oder die größte Belgierin. Das wallonische Gegenstück lief auf RTBF und hieß Le plus grand Belge. Die Nominierten mussten zwischen 50 v. Chr. und dem Zeitpunkt der Aufstellung in den Grenzen des heutigen Belgien gelebt haben. Da Belgien erst im Jahre 1830 seine Unabhängigkeit erlangte, wurden zahlreiche historische Persönlichkeiten ausgewählt, die zum Beispiel in den spanischen Niederlanden lebten.

## Top 10
1. Damian de Veuster SS.CC. (1840–1889), Ordenspriester
2. Paul Janssen (1926–2003), Pharma-Unternehmer
3. Eddy Merckx (1945–), Radrennfahrer
4. Ambiorix (1. Jahrhundert vor Christus), Führer der Eburonen
5. Adolf Daens (1839–1907), Priester
6. Andreas Vesalius (1514–1564), Arzt
7. Jacques Brel (1929–1978), Chansonnier
8. Gerardus Mercator (1512–1594), Kartograf
9. Peter Paul Rubens (1577–1640), Maler
10. Hendrik Conscience (1812–1883), Schriftsteller

## Top 11–111
1. Desiderius Erasmus (1466–1536), Gelehrter
2. Adolphe Sax (1814–1894), Instrumentenbauer, Entwickler des Saxophons
3. Jan Decleir (* 1946), Schauspieler
4. Kim Clijsters (* 1983), Tennisspielerin
5. Victor Horta (1861–1947), Architekt
6. Baudouin I. (1930–1993), König der Belgier
7. Pieter Bruegel der Ältere (1525–1569), Maler
8. René Magritte (1898–1967), Maler
9. Guido Gezelle (1830–1899), Dichter
10. Toots Thielemans (1922–2016), Musiker des Modern Jazz
11. Karl V. (1500–1558), Kaiser des Heiligen Römischen Reiches
12. Louis Paul Boon (1912–1979), Schriftsteller
13. Joseph Cardijn (1882–1967), Geistlicher
14. Hergé (1907–1983), Comic-Autor (Tim und Struppi)
15. James Ensor (1860–1949), Maler
16. Peter Piot (* 1949), Direktor der UNAIDS
17. Jan van Eyck (1385–1441), Maler
18. Christoffel Plantijn (1520–1589), Buchdrucker
19. Willy Vandersteen (1913–1990), Comic-Autor
20. Hugo Claus (1929–2008), Schriftsteller
21. Jan Frans Willems (1793–1846), Schriftsteller
22. Leo Baekeland (1863–1944), Chemiker
23. Lieven Gevaert (1868–1935), Unternehmer
24. Arno (1949–2022), Sänger
25. Mark Uytterhoeven (* 1957), Fernsehmoderator
26. Dirk Martens (1446–1534), Buchdrucker
27. Justine Henin (* 1982), Tennisspielerin
28. Raymond Goethals (1921–2004), Fußballtrainer
29. Ernest Solvay (1838–1922), Chemiker und Unternehmer
30. Paul-Henri Spaak (1899–1972), Politiker
31. Achille Van Acker (1898–1975), Politiker
32. Marie Popelin (1846–1913), Feministin
33. Paul Delvaux (1897–1994), Maler
34. Simon Stevin (1548–1620), Mathematiker und Physiker
35. Julien Lahaut (1884–1950), Politiker
36. Christine Van Broeckhoven (* 1953), Biologin
37. Elisabeth Gabriele in Bayern (1876–1965), Frau des belgischen Königs Albert I.
38. Marc Sleen (1922–2016), Comic-Zeichner
39. Willem Elsschot (1882–1960), Schriftsteller
40. Paul van Ostaijen (1896–1928), Dichter
41. Pierre-Théodore Verhaegen (1796–1862), Anwalt und Politiker
42. Raymond Ceulemans (* 1937), Billardspieler
43. Jean-Marie Pfaff (* 1953), Fußballtorwart
44. Georges Pire (1910–1969), Mönch und Träger des Friedensnobelpreises
45. Isabelle Gatti de Gamond (1839–1905), Feministin und Politikerin
46. Philip der Gute (1396–1467), Herzog von Burgund
47. Adrien de Gerlache de Gomery (1866–1934), Polarforscher
48. Edward Anseele (1856–1938), Politiker
49. Pascal Vyncke (* 1985), Betreiber der Website Seniorennet.be
50. Christian de Duve (1917–2013), Biochemiker und Nobelpreisträger
51. Georges Lemaître (1894–1966), Theologe und Astrophysiker
52. Rembert Dodoens (1517–1585), Arzt und Botaniker
53. John Cockerill (1790–1840), Industrieller
54. Ilya Prigogine (1917–2003), Physikochemiker und Nobelpreisträger
55. Tom Barman (* 1972), Musiker und Filmregisseur
56. Django Reinhardt (1910–1953), Musiker
57. Gaston Eyskens (1905–1988), Politiker
58. Anne Teresa De Keersmaeker (* 1960), Ballett-Choreographin
59. Camille Huysmans (1871–1968), Politiker und belgischer Premierminister
60. Anthony van Dyck (1599–1641), Maler
61. Briek Schotte (1919–2004), Radrennfahrer
62. Henry van de Velde (1863–1957), Architekt
63. Henri Coppens (1930–2015), Fußballspieler
64. Hadewijch (fl. 13. Jh.), Mystikerin
65. Ingrid Berghmans (* 1961), Judoka
66. Orlando di Lasso (1532–1594), Komponist
67. Georges Simenon (1903–1989), Schriftsteller
68. Rik Van Looy (1933–2024), Radrennfahrer
69. Ferdinand Verbiest (1623–1688), Missionar
70. Dries Van Noten (* 1958), Modedesigner
71. Cyriel Buysse (1859–1932), Schriftsteller
72. Hans Memling (1433/40–1494), Maler
73. Jeanne Brabants (1920–2014), Tänzerin
74. Tom Lanoye (* 1958), Schriftsteller
75. Rik Van Steenbergen (1924–2003), Radrennfahrer
76. Adolphe Quetelet (1796–1874), Astronom
77. Gaston Roelants (* 1937), Leichtathlet
78. Jan van Ruusbroec (1293–1381), Theologe
79. Paul Van Himst (* 1943), Fußballspieler und -trainer
80. Émile Vandervelde (1866–1938), Politiker
81. Amélie Nothomb (* 1966), Schriftstellerin
82. Frans Van Cauwelaert (1880–1961), Politiker und Hochschullehrer
83. Constant Vanden Stock (1914–2008), Unternehmer und Fußballfunktionär
84. Gabrielle Petit (1893–1916), Spionin
85. Bruno Annicq, Wissenschaftler
86. Marc Van Montagu (* 1933), Molekularbiologe
87. Auguste Beernaert (1829–1912), Politiker
88. Marcel Broodthaers (1924–1976), bildender Künstler
89. Maurice Maeterlinck (1862–1949), Schriftsteller
90. Pedro de Gante (1486–1572), Missionar
91. Philippe Herreweghe (* 1947), Dirigent
92. Rogier van der Weyden (1399/1400–1464), Maler
93. Fernand Khnopff (1858–1921), bildender Künstler
94. César Franck (1822–1890), Komponist
95. Gerard Mortier (1943–2014), Opern- und Theaterintendant
96. Pierre Wynants (* 1939), Koch
97. Henri Pirenne (1862–1935), Historiker
98. Pierre Deligne (* 1944), Mathematiker
99. Raoul Servais (1928–2023), Filmschaffender
100. Lucien Emile Francqui (1863–1935), Afrikaforscher
101. Charles Rogier (1800–1885), Politiker